# 交響曲第4番 (マルティノン)
交響曲第4番『至高』（しこう、Altitudes）作品53は、フランスの作曲家・指揮者、ジャン・マルティノンが作曲した交響曲。

## 作曲の経緯
マルティノンは、1963年にシカゴ交響楽団の常任指揮者に就任した。1965年、シカゴ交響楽団が創立75周年を迎えるにあたって交響曲を作曲し、「至高」と名付けた。これが彼にとって最後の交響曲となった。
1965年12月30日に作曲者指揮、シカゴ交響楽団によって世界初演が行われた。日本初演は1970年11月24日に、作曲者指揮、日本フィルハーモニー交響楽団によって行われた。

## 編成
フルート4、オーボエ3、イングリッシュホルン3、クラリネット3、バスクラリネット、ファゴット3（うち1はコントラファゴット持ち替え）、ホルン5、トランペット3、トロンボーン3、チューバ、ティンパニ、打楽器奏者男女4名、ハープ、ピアノ、チェレスタ、弦五部

## 構成
第1楽章「星への門」（Allegro agittato）
冒頭、弦がややおどけた主題を提示する。木管などにこの主題は受け渡され、しばらくこの主題を中心に音楽は進んでゆく。金管の咆哮をはさんで静かになると、弦楽器に浮遊するような旋律が現れる。一度盛り上がって、静かになり、ふわふわとした響きが続く。やがて、楽章前半の雰囲気が帰ってくる。にぎやかなクライマックスを迎えるが、突然消え入るように終わる。
第2楽章「垂直の園」（Adagio misterioso）
低弦の重い響きの上で木管と弦が息の長い旋律を出す。オーボエ・ソロが中心的である。一度クライマックスを迎えたあとはまた静かになり、チェロのソロやフルート・ソロが対話し、切れ切れに鉄琴が叩かれる中、弦楽器のハーモニクスの謎めいた響きで終わる。
第3楽章「神々の交差」（Allegro temo di scherzo）
打楽器やピアノがリズミカルに叩かれ、盛り上がって来て、和音打撃があり、金管にややファンファーレ的な主題が現れる。弦と管楽器の対話となり、静かになる。時々全合奏を挟みながら、静かに舞曲風の旋律は流れてゆく。トランペット・ソロとなり、頂点を築くと、静かになり、弦楽器主体の響きとなるが、打楽器群の先導で最後の凄まじい盛り上がりを見せ、全合奏でハ音を叩き付けて終結する。

## 録音
作曲者指揮による演奏が録音されており、ニールセンの交響曲第4番「不滅」とのカップリングで聴くことが出来る。
- ジャン・マルティノン指揮、シカゴ交響楽団。RCA TWCL-2010。